# Pécsi naperőmű
A pécsi naperőmű Magyarország egyik jelentősebb kapacitású (10 MW) naperőműve. 2016-ban kezdte meg működését.

## Építése
Az MVM Hungarowind Kft tulajdonában lévő erőművet az MVM OVIT Zrt. és az AsiaNet Hungary Kft. konzorcium tervezte és építette meg.  A mintegy 5 milliárd forintos összköltségből 4,2 milliárdnyi összeget uniós és állami támogatások biztosítottak.
Az erőmű a pécsi Tüskésréten, a Pécsi Hőerőmű rekultivált zagyterén épült fel.